# Bobbed Hair (film 1922)
Bobbed Hair è un film muto del 1922 diretto da Thomas N. Heffron.
Bob cut era il cosiddetto taglio alla maschietta con cui le donne degli anni venti cominciarono a tagliarsi in modo deciso i lunghi capelli fino a quel momento considerati intoccabili. La nuova pettinatura denotava modernità e indipendenza.

## Trama
La zia di Polly vorrebbe che la ragazza sposasse un tranquillo e rispettabile uomo d'affari, Dick Barton. Ma Polly scappa da casa per raggiungere l'amica Zoe che si trova in una colonia di artisti. Qui, Polly resta affascinata da Paul Lamont, un poeta, che la corteggia e la invita a casa sua, dimenticando di dirle di essere già sposato e padre di due figli. Mentre Lamont e Polly amoreggiano, vengono colti sul fatto dalla signora Lamont che, sospettando qualcosa, è tornata a casa di sorpresa. Polly, nello scoprire l'inganno, si unisce alla moglie nel denunciare le malefatte di quel donnaiolo. Poi, pentita, torna a casa, riconciliandosi con il fidanzato.

## Produzione
Il film fu prodotto dalla Realart Pictures Corporation.

## Distribuzione
Distribuito dalla Famous Players-Lasky Corporation, il film uscì nelle sale cinematografiche USA il 12 marzo 1922.